# Shockwork
Shockwork è il primo album di Pär Boström col suo progetto Kammarheit. È stato registrato e pubblicato nel 2000.

## Tracce
Tutte le tracce sono composte da Pär Boström.
1. Discovery – 04:20
2. Creation – 05:34
3. Backside – 05:18
4. Going Sick – 07:00
5. A Feeling – 04:37
6. Dear Diary – 04:24
7. Freon – 03:41
8. Empty – 01:30
9. Shockwork – 05:57

## Formazione
- Pär Boström – tastiere, programmazione